# ゲル内消化
ゲル内消化もしくはインゲル消化（in-gel digestion）とは、ゲル電気泳動法によって分離したタンパク質の同定や翻訳後修飾基の解析を質量分析で行う際に頻用される試料調製法の1つである。後年数多くの改良が加えられているが、基本的には1992年に発表されたRosenfeldらの方法が用いられている。

## 調製過程
基本的には脱染色・還元アルキル化・タンパク質分解・抽出の4ステップで構成される。

### 脱染色
ポリアクリルアミドゲル電気泳動で分離されたタンパク質は、通常CBBのような色素や銀染色などによって可視化される。その状態で目的タンパク質を切り抜き、脱染色してから解析を進めることになる。
CBBの脱染色にはアセトニトリルなどの有機溶媒を加えた重炭酸アンモニウム(NH4HCO3)緩衝液が用いられる。有機溶媒によりタンパク質との疎水的相互作用が緩和され、一方緩衝作用により正に帯電したアミノ酸とのイオン結合が弱められることで、CBBが取り除かれやすくなる。
また脱染過程は温度を上げることで促進される。なお脱染によりある程度（1割以下）のタンパク質が失われる。CBBの除去は最終的なペプチド収量には影響しない。
銀染色されたタンパク質の場合、フェリシアン化カリウムや過酸化水素によって銀を酸化し、生じた銀イオンをチオ硫酸ナトリウムに配位させて取り除く。

### 還元アルキル化
続いてシスチンを還元しシステインをアルキル化する。これによりタンパク質にジスルフィド結合が存在していたとしても不可逆的に解離することになり、タンパク質分解に適したほどけた構造になる。還元にはジチオトレイトール(DTT)や塩酸トリス2-カルボキシエチルフォスフィン(TCEP)のように、スルヒドリル基やフォスフィン基をもつ化合物が用いられる。その後ヨードアセトアミドを用いてチオール基をアルキル化することで、システインはS-カルボキシアミドメチルシステイン（分子量160.03）となる。
この化学修飾により、ジスルフィド結合の多いタンパク質でも、高い収率と配列カバー率で同定することができるようになる。もっともたいていのタンパク質ではシステインはそれほど多くないため、還元アルキル化処理が同定結果に大きな影響を及ぼすことはない。
定量的で均一なアルキル化のためには修飾するタイミングが重要である。変性条件で電気泳動する場合、電気泳動の前にアルキル化することが推奨される。これはゲル中に存在するアクリルアミド単量体がシステインを修飾してしまう恐れがあるからである。
これによって生じるアクリルアミド付加体（分子量174.05）は取り除くことができない。この場合、チオール基の保護をアクリルアミド修飾で統一することにより、質量分析時のダブルピークを避けることができる。またPMF法などの場合には、データベース検索の際にアクリルアミド修飾の可能性を疑うことにより、ペプチド断片の質量変化をある程度吸収することができる。

### タンパク質分解
次がゲル内消化という名の由来となるステップである。タンパク質は酵素によって少数のペプチド断片へと分解される。タンパク質ごとにどんな質量の断片が生じるかに特徴があるため、これを利用してタンパク質を同定するのである。タンパク質分解酵素としてはセリンプロテアーゼの一種トリプシンが頻用されている。トリプシンは塩基性アミノ酸（アルギニンとリジン）のC末端側のペプチド結合を特異的に切断する。ただしペプチド結合の相手が酸性アミノ酸（アスパラギン酸とグルタミン酸）である場合には効率が落ち、プロリンの場合には切断されない。
タンパク質分解酵素を使うことによる望ましくない副作用として、酵素の自己消化がある。かつては反応液中にカルシウムイオンを加えることでこれを抑えていた。現在はリジン残基の選択的メチル化によりアルギニン消化部位の自己消化活性を抑えたトリプシンが供給されている
トリプシンの至適温度は元来35°Cから45°Cだが、この修飾により50°Cから55°Cに変わる。。
ゲル内消化に使われる酵素としては他にも、エンドペプチダーゼのLys-C、Glu-C、Asp-N、Lys-Nがある。こうした酵素はそれぞれ1種のアミノ酸で特異的に切断するため、より長く少数のペプチド断片が得られる。タンパク質の一次構造（アミノ酸配列）を完全に決定する場合は、通常1種類の酵素だけでは不可能であり、異なる酵素を使った解析を組み合わせることが必要になる。
ゲルマトリックス中に閉じ込められているタンパク質を分解するためには、酵素がタンパク質と接する必要がある。そこでゲル断片をアセトニトリルで脱水してから酵素を含むバッファーで膨潤させることでゲル中に酵素が浸透されると考えられている。しかしゲルへの酵素の浸透を解析したいくつかの研究によれば、この過程は膨潤とは関係なく単なる拡散によって起きていることが示されている。したがって、ゲル内消化の効率改善にはタンパク質までの距離を短くすること、たとえばゲル片を小さく刻むことが必要になる。
通常ゲル内消化には一晩かける。トリプシンを用いて37°Cで反応させる場合はたいてい12-15時間をかけている。しかし時間を追って検討した実験によれば、3時間でも質量分析には充分であることが示されている。さらに温度やpH、添加物などの反応条件を最適化すれば30分で反応を終えることもできる。
界面活性剤があるとゲル中でのタンパク質の変性を促進することができ、その結果反応時間の短縮、分解の促進、またとくに膜タンパク質のような疎水的タンパク質の場合は抽出されるペプチドの収量増大などにつながる。この場合、質量分析の邪魔にならないように、オクチルグルコシドや、PPSのような酸性条件下で開裂するような界面活性剤を用いる。

### 抽出
最後にタンパク質分解で生じたペプチド断片をゲル中から抽出する必要がある。ゲル片に抽出溶液を加えて上清を回収すれば良く、これを複数回繰り返すことがよく行われている。
ただし1回目の抽出でほとんどのペプチドが回収され、2回以上繰り返しても収量はせいぜい5-10%ほどしか増えない。物理化学的性質の異なるペプチドを抽出するためにさらに条件を変えて抽出を行う。酸性のペプチドには分解反応の時と似た組成の溶液を用い、塩基性のペプチドには低張な酸性溶液（ESIにはギ酸、MALDIにはTFA）を用いる。モデルタンパク質を使った研究によれば、ゲルからの抽出効率はおよそ7-8割である。多くのプロトコルでは抽出溶液に30%以上のアセトニトリルを加えており、これによってペプチドが反応チューブやピペットチップに吸着するのを抑えている。回収した抽出液をまとめ、遠心濃縮機で濃縮ないし乾燥させる。乾燥させたペプチドは-20°Cで6ヶ月以上保存可能である。

## 利点
ゲル内消化に特有の利点としては、ポリアクリルアミドのゲルが微量のタンパク質の取り扱い容器として優れていることがあげられる。しばしばフェムトモルオーダーという微量なタンパク質を取り扱うことになるが、タンパク質がチューブやピペットチップなどの表面に吸着して失われてしまうリスクがある。しかしゲル中に捉えられた状態ならばこうした問題は起きにくい。またゲル内はタンパク質と消化酵素の接触効率が良く、処理に必要な酵素の量を節約できるという利点もある。そもそも電気泳動後のタンパク質をゲルから出すには、ゲルを電場の中に置いたり透析を行ったりしなければならないが、消化後のペプチド断片であれば容易に溶出できるということもある。

## 欠点
一般的に時間がかかり、また多くの操作を必要とするためケラチンなどの混入が起こりやすいという点が挙げられる。方法自体を最適化し、専用の反応チューブを使用することで改善できる 。
さらに大きな問題は、取り扱い中に試料が失われてしまうことである。タンパク質の質量分析ではしばしば検出限界近辺での解析が行われるため、わずかなロスが解析の成否を決めかねない。原因としては反応途中でのゲルからの流出、反応チューブやピペットチップの表面への吸着、ゲルからのペプチド抽出が不完全、質量分析計でのイオン化不良などが挙げられる。損失率はペプチドの物理化学的性質によって15-50%と幅があるが、このばらつきが原因でサンプルロスに対する万能な解決策は今のところ見付かっていない。

## 商品
ゲル内消化のための装置としては、必要とする処理性能によって2タイプの製品がある。

### ハイ・スループット
ゲル内消化の標準法は非常に時間と労力を要するものであり、そのため同時には比較的少数のタンパク質しか処理できない。したがって工業的規模ないし商業受託を行う研究施設にとっては、自動化によりこの限界を突破できれば理想的である。
今日、ゲル内消化をハイ・スループットに行う研究施設のために、単にピペット操作を行うだけのロボットから、全ての過程をこなす精巧な製品まで、様々な程度の自動化をおこなう製品が存在している。スポット・ピッカーは二次元電気泳動のゲルを画像処理し、そこからしかるべきタンパク質スポットを切り抜く装置である。得られたゲル断片はマイクロプレートに移され、その中でロボットがゲル内消化に必要な過程を実行する。こうして得られたペプチド溶液を、スポッターがMALDIプレートやESI用のマイクロプレートに移す。こうしたシステムの製造者としてGEヘルスケア（Ettanシリーズ）、ブルカ・ダルトニクス（PROTEINEER）、ABI（MultiPROBE II）、島津製作所（Xcise）などがある。
自動化で得られる処理性能以外の利点として、手作業が減ることと工程の標準化が挙げられる。ゲル内消化は工程が非常に多いため、結果が実験者の器用さに依存し、またコンタミネーションの危険が高い。自動化することによって結果の質が良くなることも大きな利点といえる。
自動化装置の欠点は、装置そのものや、その維持、消耗品などのコストが高いこと以外に、準備が複雑であることが挙げられる。ゲルの切り抜きにはスポット位置のデジタル情報が必要であり、染色法を標準化して特別なスキャナで読み込み、目的のスポットをソフトウェア上で指定しなければいけない。この煩雑な作業と、どんなにスポット数が少なくても最大性能で運用することになるせいで、研究者があるゲルに興味深いスポットをいくつか見出したからといってそれを解析するのは躊躇われる。またゲル内消化のあとに得られる質量分析のデータの量も問題である。得てしてその質には問題があり、データの解析をするのにはデータの取得よりもはるかに長い時間がかかるからである
。

### ロー・スループット
ゲル内消化の自動化装置には上で述べたような欠点があり、そのため通常の研究室では活用しにくい。より柔軟に利用したい研究室向けにはキット化されたシステムがある。
たいていのキットは単にゲル内消化に必要な試薬や酵素を集めただけであり、実際に行う工程は標準法と変わりがない。こうしたキットは、多種多様な溶液などが機能することが保証されているという点で、経験の浅い実験者には利点となる。
また手作業でもより簡便に標準化した操作ができるように改善を試みている企業もある。ミリポアのMontageTM In-Gel Digest Kitは標準法に基づいているが、工夫した96ウェルプレートを使うことで多量のサンプルを並列で処理できるようになっている。各工程に必要な溶液はピペット操作でウェルに加えることになるが、溶液を取り除く際にはウェルの底からポンプで抜くことができる。これによりピペット操作を減らすことができる。